# Дванадцять друзів Оушена
«Двана́дцять дру́зів О́ушена» (англ. «Ocean's Twelve», дослівно Дванадцятка Оушена) — американський кримінальний трилер режисера Стівена Содерберґа (був також оператором), що вийшов 2004 року. Стрічка є продовженням фільму 2001 року «Одинадцять друзів Оушена».
Сценарій картини написав Джордж Нолфі, продюсером був Джеррі Вайнтрауб. Вперше фільм продемонстрували 8 грудня 2004 року у Лос-Анджелесі, США.
В Україні прем'єра фільму відбулась 20 січня 2005.

## Сюжет
І знову гангстер Денні Оушен збирає свою банду професійних злодіїв і шахраїв, у якій з'явилися і нові особи. Цього разу вони задумали здійснити три пограбування в найбільших європейських столицях. Можливо, для цього банді доведеться разділитися на три групи.
Тим часом власник казино Террі Бенедикт, якого Оушен зі своїми приятелями обчистив у Лас-Вегасі, прагне помсти і буквально наступає їм на п’яти. Він злий і намагається наздогнати банду, за якою також полюють агенти Європолу і таємничий французький конкурент на ім'я Діннер Джекет...

## У ролях
| Актор             | Персонаж                                                      | Роль                                                                          |
| ----------------- | ------------------------------------------------------------- | ----------------------------------------------------------------------------- |
| Джордж Клуні      | Денні Оушен (англ. Danny Ocean)                               | злодій, що збирає команду для пограбування                                    |
| Бред Пітт         | Расті Раян (англ. Rusty Ryan)                                 | друг і партнер у крадіжках, Оушен наймає його першим, пропонуючи пограбування |
| Елліотт Ґулд      | Рубен Тішкофф (англ. Reuben Tishkoff)                         | багатий друг Оушена, колишній власник казино                                  |
| Метт Деймон       | Лінус Колдвелл (англ. Linus Caldwell)                         | молодий і талановитий кишеньковий злодій                                      |
| Берні Мак         | Френк Кеттон (англ. Frank Catton)                             | працівник казино і шахрай                                                     |
| Кейсі Аффлек      | Вірджил Маллой (англ. Virgil Malloy)                          | талановитий механік                                                           |
| Скотт Каан        | Терк Маллой (англ. Turk Malloy)                               | талановитий механік                                                           |
| Дон Чідл          | Башер Тарр (англ. Basher Tarr)                                | експерт із вибухівки                                                          |
| Едді Джемісон     | Лівінґстон Делл (англ. Livingston Dell)                       | експерт із електроніки і спостереження                                        |
| Карл Райнер       | Соул Блум (англ. Saul Bloom)                                  | старий шахрай                                                                 |
| Цинь Шаобо        | «Дивовижний» Єн (англ. «The Amazing» Yen)                     | досвідчений акробат                                                           |
| Джулія Робертс    | Тесс Оушен (англ. Tess Ocean)                                 | колишня дружина Оушена                                                        |
| Енді Гарсія       | Террі Бенедикт (англ. Terry Benedict)                         | власник казино, що їх планує пограбувати Оушен                                |
| Кетрін Зета-Джонс | Ізабель Лахайрі (англ. Isabel Lahiri)                         | детектив європолу                                                             |
| Венсан Кассель    | Франсуа Толур/Найтфокс (англ. François Toulour/The Night Fox) | барон, багатий бізнесмен                                                      |
| Едді Іззард       | Роман Нагель (англ. Roman Nagel)                              | майстерний злодій                                                             |
| Черрі Джонс       | Моллі Стар (англ. Molly Star)                                 | мати Лінуса                                                                   |
| Роббі Колтрейн    | Ієн Ніколас МакНеллі (англ. Ian Nicholas McNally)             | інформатор, який має зв'язки з Оушеном                                        |
| Єрун Краббе       | Ван Дер Воуде (англ. Van Der Woude)                           |                                                                               |

Також у фільмі з'явилися з камео: Брюс Вілліс, Альберт Фінні, Тофер Грейс, Джері Вайнтравб та Джаред Гарріс

## Сприйняття

### Критика
Фільм отримав змішані відгуки: Rotten Tomatoes дав оцінку 55 % на основі 175 відгуків від критиків (середня оцінка 5,9/10) і 67 % від глядачів із середньою оцінкою 3,4/5 (597,840 голосів), Internet Movie Database — 6,3/10 (173 766 голосів), Metacritic — 58/100 (39 відгуків критиків) і 4,8/10 від глядачів (166 голосів).

### Касові збори
Під час показу у США, що стартував 10 грудня 2004 року, протягом першого тижня фільм був показаний у 3,290 кінотеатрах і зібрав $39,153,380, що на той час дозволило йому зайняти 1 місце серед усіх прем'єр. Показ протривав 105 днів (15 тижнів) і закінчився 24 березня 2005 року, зібравши у прокаті у США $125,544,280, а у світі — $237,200,000, тобто $362,744,280 загалом при бюджеті $110 млн.

### Нагороди і номінації[9]
| Рік  | Нагорода                                  | Категорія                                              | Номінант                                                                                                  | Результат |
| ---- | ----------------------------------------- | ------------------------------------------------------ | --- | --------- |
| 2005 | BET Awards                                | Найкращий актор                                        | Дон Чідл                                                                                                  | Номінація |
| 2005 | BET Comedy Awards                         | Видатна гра актора другого плану у театральному фільмі | Дон Чідл                                                                                                  | Номінація |
| 2005 | BET Comedy Awards                         | Видатна гра актора другого плану у театральному фільмі | Берні Мак                                                                                                 | Номінація |
| 2005 | BMI Film & TV Awards                      | BMI Film Music Award                                   | Девід Голмс                                                                                               | Перемога  |
| 2005 | Broadcast Film Critics Association Awards | Найкращий акторський склад                             | Дон Чідл, Джордж Клуні, Метт Деймон, Енді Ґарсія, Берні Мак, Бред Пітт, Джулія Робертс, Кетрін Зета-Джонс | Номінація |
| 2005 | Costume Designers Guild Awards            | Досконалість у сучасних фільмах                        | Мілена Канонеро                                                                                           | Номінація |
| 2005 | Golden Trailer Awards                     | Найкраща музика                                        | CMP West For "The Guys                                                                                    | Номінація |
| 2005 | Golden Trailer Awards                     | Найоригінальніша                                       | CMP West For "The Guys                                                                                    | Номінація |
| 2005 | Image Awards                              | Видатний актор другого плану у художньому фільмі       | Дон Чідл                                                                                                  | Номінація |